# 東京オートサロン2021
東京オートサロン2021（とうきょうオートサロン2021・Tokyo Auto Salon 2021・略称：TAS2021）は、2021年（令和3年）1月15日から1月17日まで幕張メッセで開催される予定だった、『東京オートサロン』第39回目の自動車展示会である。このイベントは新型コロナウイルス感染症流行の影響により客入れ開催が取りやめとなり、並行準備していたバーチャルオートサロンのみの開催になるという、TAS史上初の事態を引き起こした。

## 背景
2020年1月10日 - 12日に開催された『東京オートサロン2020』終了後、中国・武漢に端を発した新型コロナウイルス感染症が世界的に流行し始める。TASの翌週に行われた札幌モーターショーは滞りなく終了したが、2月の大阪オートメッセではコンパニオンや関係者の一部がマスクを着用する等の対策に追われた。しかし、オートメッセ直後に予定されていた『東北モーターショー in 仙台』『沖縄カスタムカーショー』等の地方開催による自動車系イベントは軒並み中止となり、緊急事態宣言明けに開幕したSUPER GTは一部無観客で開催。スーパーフォーミュラやスーパー耐久はそれぞれ8月下旬～9月上旬に開幕戦を延期したが、GTのような無観客開催は回避された。
こうした状況の中、TAS事務局は2020年10月7日、2021年度のTASについて、幕張での開催に加えてオンラインでの映像プログラム配信（オートサロンTV）とバーチャル展示会場（バーチャルオートサロン）を併用したハイブリッドイベントとして行うことを発表。幕張での有料入場者数を制限し、感染症対策を徹底して開催するとされていた。このため本大会を宣伝するポスターや広告には以下のメッセージ文が記されている。
開催日程は1月15日（金曜日）が一般非公開のビジネスデイ、同16日（土曜日）と17日（日曜日）が一般公開となっており、そのうち土曜日と日曜日分の前売チケットが2020年12月1日からオンライン限定で事前販売され、当日券の販売は行われなかった。
またこの年は、レコード会社の協賛撤退等で休止状態となっていた公式イメージガールユニット『A-class』が4年ぶりに復活。人気レースクイーンや女性モデル30名がエントリーしたセレクション審査により、林紗久羅・中村比菜・小林唯叶・美月・苗加結菜の5人が令和改元後最初のA-classメンバーに選ばれた。
なお、前年にイメージガールを務めていたMFGエンジェルスは、この年以降参加していない。

## 幕張での中止、バーチャル開催へ
開催に向け、A-classメンバーもマスメディアへのプロモーション活動を行う等着々と準備を進めてきたが、12月に入ってからの急激な感染拡大により、Go Toキャンペーンの一時停止や東京都内や千葉県内などにおける年末年始の行動自粛、医療非常事態宣言が発出されたことを理由として、同年12月23日にTAS2021の幕張開催中止が発表された。開催が決定していた東京オートサロンが中止されるのは、1983年（昭和58年）の開始以来初めてのことである。中止の発表を受けて脇阪寿一は「（TAS事務局の）勇気ある決断に敬意を示したい」と述べている。なお、前売チケットは2021年1月15日から31日まで払い戻しが行われた。
そして本来の初日であった1月15日に「バーチャルオートサロン」が正式オープン。同月16日と17日に「オートサロンTV」が午前9時から午後3時過ぎまで生配信された他、出展予定だった大手自動車メーカーの一部もオリジナルのコンテンツを動画配信していった。オートサロンTVの収録は富士スピードウェイにて行われ、約80近いショップやメーカー、150台近くの車両が参加した。3日間におけるオートサロンTVの視聴回数は12万1905回、バーチャルオートサロンのユニークユーザー数は9万8938人（東京オートサロン広報事務局調べ）だった。バーチャルオートサロンは同年5月31日で終了し、以降はオートサロンTVに動画配信が集約されている。
その後、2022年1月14日 - 16日に通算40回目となる『東京オートサロン2022』が幕張メッセにて行われ、2年ぶりの集客開催を実現させたが、感染症対策もあってか総入場者数が2020年よりも激減する結果となった。

## 出来事
※特記なき場合はいずれも2021年。
- 『日本レースクイーン大賞2020』は、グランプリを含む大賞5名等の選出を取りやめ、新人部門とコスチューム部門のみの受賞者発表となり、冠スポンサー[注 8]は付かなかった[25]。授賞式は1月15日にパセラリゾーツ秋葉原で行われ、A-classメンバーがプレゼンターとして新人部門メダリスト5名の名前を読み上げた他[25][雑誌 3]、結婚・出産の為に一時降板[注 9]していた渡辺順子[注 10]がオフィシャルMCに復帰している[雑誌 3]。
- 幕張会場で日産自動車が使用する予定だったスペースでは、「Option」「G-ワークス」の2雑誌共同による『日本のチューニングヒストリー』と題した特別展示会を急遽設置することになっていた[注 11]。このスペースの向かい側にブース出展を決めていたシバタイヤ（R31HOUSE）は「2020年で一番心が折れた」と述べている[28]。
- 1月16日のオートサロンTVでは前回のTOM'Sブースで「TOM'S Lady」として参加した近藤みやびと木村理恵[29]が登場[動画 1]。TOM'Sはカストロールスープラの復元プロジェクトを行い、翌17日に『TOM'S SALON 2021』と題したお披露目配信を実施。近藤と木村もMC担当の黒須さおりと共に立ち会っている[動画 2]。
- 1月17日のオートサロンTVではアンジュ (モデル)が「GORDON GL-1800 TRIKE Type L」を紹介[動画 3]。GORDONは幕張会場内で歌手のHARTYによるライブ・パフォーマンスやタレントのKONAN（元SDN48メンバー[注 12]）によるDJプレイが企画されており、アンジュも藤嶋もなみ等と共演する予定だった[1]。また同日には11月に予定されていたラリージャパン2021のプロモーションも行われたが[動画 4]、この年のラリージャパンもコロナ禍で2年連続の中止に追い込まれている[30]。
- ダイハツ工業は1月16日と17日に『ダイハツ カスタマイジングライブリポート』を清水絵夢のMCで生配信し[31]、「コペン・スパイダーver.」「ハイゼット・キャンパーver.」「ハイゼット・ヘリテージver.」「タフト・クロスフィールドver.」「ハイゼット・スポルツアver.」の5車両を紹介[31]。このうちコペン・スパイダーver.には谷口信輝[31]、タフトにはじゅんいちダビッドソンがゲスト出演している[32]。

- トヨタカスタマイジング&ディベロップメントは、大津リサ出演による「MODELLISTA MUSE SHOW」と題した1分半程度のイメージムービーを2本公開した他、亀澤杏奈[注 13]のMCによる「新型MIRAIカスタマイズトークショー」[33]「リアルvsバーチャル ドライバートークショー」[34]も配信された。
- 3月13日に日本自動車大学校で開催された『NATSオートサロン』では、当日に向けて制作したとされるオリジナルのカスタムカー5台を披露[35]。中でもスズキ・ジムニーをベースにした茶色い車両には、映画『カーズ』シリーズのキャラクターである「メーター」があしらわれており、学内投票では総合1位となった[36]。
- 2020年に開校30周年を迎えた東京都葛飾区の東京自動車大学校は、例年よりも1か月遅れで新学期をスタートさせた都合上、ボディクラフト科に在学していた14名の生徒は夏休みを縮小して、マツダ・ロードスターとBMWを融合させた黄金の車両を制作・完成したものの[37]、先述の中止発表前に出展辞退せざるを得なかった[37][38]。その為3月26日 - 28日に『リベンジ東京オートサロン2021 in TAUS』と題したZoom配信イベントを行い、当該車両を披露している[37]。
- 群馬県伊勢崎市の群馬自動車大学校は、カスタマイズ科に在学していた4名がトヨタ・チェイサーをメルセデス・ベンツ・190Eにアレンジした青い車両を制作していたが[雑誌 5]、中止発表後に同県出身女優の村山朋果が訪れた際は完成間近の状態だったという[動画 5]。その後同年2月に村山が再度同校を訪れ、正式に当該車両の完成を報告している[動画 6]。
- 翌2022年にA-classメンバーを務める米倉みゆは、高橋菜生・橘香恋と共にBUSOUブースのコンパニオンとして参加する予定だった[39]。このため米倉は前年にコンパニオン参加したFALKENのオンライン企画である『FALKEN VIRTUAL TOUR』に出演[40]。高橋は先述の日本レースクイーン大賞にプレゼンターとして出席し、新人グランプリ[注 14]を受賞したあのんの名前を読み上げている[雑誌 3]。

### A-class関連
- 2020年11月30日に発売された集英社『週刊プレイボーイ』同年50号に「SEXY＆CUTE」と題したA-classの撮り下ろしグラビアが掲載（撮影：栗山秀作）[41]。先述のセレクション審査でファン投票の受付を行ったことから実現した[10]。またこの年は2010年[注 15]以来11年ぶりとなるオフィシャル写真集を制作。ギャルズ・パラダイス PLUS特別編集として『Re-Start』のタイトルで発表されたが、完全受注限定生産の為、一般書店での発売はこの年から行われなくなっている[42]。
- 小林唯叶はプラチナムプロダクションへの移籍を機に『新唯』と改名し、グラビアモデル、ラウンドガールと幅広く活動。2024年8月にナインズプロモーションに移籍し『あらた唯』に改名[43]するまで3年間、苗加結菜と同じ事務所に所属していた。
- 芸名に名字がない者としては『伊織』（2005年）以来のA-classメンバーとなった美月は、A-class在任後に『小湊美月』と改名して以降もスカイハイプロモーションズに在籍していたが、2022年に林と中村が所属するイー・スマイルへ移籍した。
- TAS2022の1月15日開催分では、A-classメンバー5人がサプライズで登壇し観客にコスチューム姿を披露した他[動画 7]、苗加結菜が『日本レースクイーン大賞2021』授賞式で受賞者のエスコート役を務めていた[44][動画 8]。
- 2023年10月28日 - 11月5日に東京国際展示場で行われた『JAPAN MOBILITY SHOW 2023』のTASブースに中村比菜がMCで出演し、2024年度のA-classメンバー[注 16]の紹介を行った。

## 関連商品
TAS2021の開催に向けて、以下のコラボ商品を含めたオフィシャルグッズが2020年12月18日よりauto sport web shopで限定販売されていた。
- ハローキティ - Tシャツ、フェイスタオル、ポーチセット、マスク、タイヤ型クッション
- PUMA -  Tシャツ、ジムサック、フードスウェット
- プリントクッキー（18枚入り）
- プリントマシュマロ（9個入り）
プリントクッキーとマシュマロは、2021年1月29日と30日に筑波サーキットで行われた『D1 GRAND PRIX 2020 Rd.7&8』でも販売された[47]。

また、TAS2021記念トミカとして「ホンダ・NSX」「トヨタ・AE86 スプリンタートレノ」「ランボルギーニ・アヴェンタドールSVJ」の3種が、オリジナルトミカとして「tomica ネッツ兵庫 86BS トヨタ86」が制作され、トミカショップ各店とタカラトミーモールにて限定販売された。